# لاديسلاس دونياما
لاديسلاس دونياما (بالفرنسية: Ladislas Douniama)‏ (مواليد 24 مايو 1986) هو لاعب كرة قدم فرنسي-كونغولي يلعب حاليًا لصالح نادي غينغان.

## المسيرة الدولية
لعب دونياما مباراته الدولية الأولى مع منتخب الكونغو أمام منتخب السودان في 8 يونيو 2008.

## ألقاب
غينغان
- كأس فرنسا: 2013–14

## روابط خارجية
- لاديسلاس دونياما على موقع الاتحاد الدولي (مؤرشف)  (الإنجليزية)
- لاديسلاس دونياما على موقع قاعدة بيانات كرة القدم.إي يو (الإنجليزية)
- لاديسلاس دونياما على موقع ناشيونال فوتبول تيمز (الإنجليزية)
- لاديسلاس دونياما على موقع Soccerway.com (الإنجليزية)